# Reddyanus feti
Espèce
Synonymes
- Isometrus feti Kovařík, 2013

Reddyanus feti est une espèce de scorpions de la famille des Buthidae.

## Distribution
Cette espèce est endémique de Java en Indonésie. Elle se rencontre vers Poedjon.

## Description
Le mâle holotype mesure 42 mm.

## Systématique et taxinomie
Cette espèce a été décrite sous le protonyme Isometrus feti par Kovařík en 2013. Elle est placée dans le genre Reddyanus par Kovařík, Lowe, Ranawana, Hoferek, Jayarathne, Plíšková et Šťáhlavský en 2016.

## Étymologie
Cette espèce est nommée en l'honneur de Victor Fet.

## Publication originale
- Kovařík, 2013 : « Family Buthidae. » Illustrated catalogue of scorpions Part II Bothriuridae: Buthidae I, genera Compsobuthus, Hottentotta, Isometrus, Lychas and Sassanidotus, Prague, Clarion Production, p. 145-212.